# Splzov
Splzov je osada, která je součástí města Železný Brod v okrese Jablonec nad Nisou v Libereckém kraji. Splzov se nachází v údolí řeky Jizery mezi městem Železný Brod a vesnící Malá Skála. Vede jím silnici I/10 (E65, Praha–Harrachov).

## Historie
První písemná zmínka o vesnici pochází z roku 1543.  Od 19. století byla vesnice součástí Skuhrova, od roku 1961 je částí města Železný Brod.
Většina zástavby leží v těsné blízkosti řeky. Okrajové domy jsou umístěny ve svahu kolem Huntířovského potoka (tzv. Rokel). Na Jizeře se nachází betonový Splzovský jez. Tradičně vesnicí vede trasa závodu Rallye Bohemia.

## Obyvatelstvo
| Rok            | 1869 | 1880 | 1890 | 1900 | 1910 | 1921 | 1930 | 1950 | 1961 | 1970 | 1980 | 1991 | 2001 | 2011 | 2021 |
| -------------- | ---- | ---- | ---- | ---- | ---- | ---- | ---- | ---- | ---- | ---- | ---- | ---- | ---- | ---- | ---- |
| Počet obyvatel | 120  | 91   | 82   | 121  | 123  | 118  | 135  | 72   | 91   | 84   | 68   | 47   | 43   | 57   | 45   |
| Počet domů     | 15   | 15   | 11   | 15   | 16   | 18   | 23   | 23   | 15   | 24   | 19   | 22   | 22   | 27   | 27   |